# دوشكو بافاسوفيتش
دوشكو بافاسوفيتش (15 أكتوبر 1976- ) لاعب شطرنج سلوفيني. يحمل لقب أستاذ كبير، الذي منحه إياه الاتحاد الدولي للشطرنج عام 1999. وُلِد بافاسوفيتش في سبليت، كرواتيا، وحصل لاحقًا على الجنسية السلوفينية. فاز ببطولتي سلوفينيا عامي 1999 و2006. وحصد بافاسوفيتش لقب البطولة الوطنية مجددًا في عام 2007، عندما فاز ببطولة فيدمار التذكارية في ليوبليانا. في العام نفسه، حقق المركز الرابع في بطولة أوروبا الفردية للشطرنج، بتقييم أداء بلغ 2765. لعب بافاسوفيتش مع المنتخب الوطني السلوفيني في أولمبياد الشطرنج، وبطولة أوروبا للفرق للشطرنج، وكأس ميتروبا.

## روابط خارجية
- Duško Pavasovič على موقع الاتحاد الدولي للشطرنج (الإنجليزية)
- Duško Pavasovič على موقع مباريات الشطرنج (الإنجليزية)
- Duško Pavasovič على موقع 365Chess.com (الإنجليزية)
- Duško Pavasovič على موقع Chesstempo.com (الإنجليزية)
- Duško Pavasovič سجل أولمبياد الشطرنج على موقع OlimpBase.org (الإنجليزية)